# Michael Louis Fitzgerald
Michael Louis Fitzgerald MAfr OBE (nascut el 17 d'agost de 1937) és un cardenal britànic de l'Església catòlica romana i un expert en relacions cristians-musulmanes. Té el rang d'arquebisbe des de l'any 2002. A la seva jubilació el 2012 era nunci apostòlic a Egipte i delegat a la Lliga Àrab. Va dirigir el Consell Pontifici per al Diàleg Interreligiós del 2002 al 2006. El papa Francesc el va elevar al rang de cardenal el 5 d'octubre de 2019.
Fitzgerald és un dels principals experts en islam, relacions cristians-musulmanes i diàleg interreligiós a la jerarquia superior de l'Església catòlica. Entre les seves publicacions destaquen Dieu rêve d'unité. Les catholiques et les religions: les leçons du dialogue. Entretiens avec Annie Laurent (París, Bayard Presse, 2005) i (amb John Borelli) Interfaith Dialogue. A Catholic View, (SPCK, London & Orbis Books, Maryknoll, NY, 2006), ambdues traduïdes a l'italià. Parla àrab amb fluïdesa.

## Biografia

### Primera vida i educació
Michael L. Fitzgerald va néixer a Walsall, Regne Unit, el 17 d'agost de 1937, en una família catòlica romana d' origen irlandès , i va assistir a la Queen Mary's Grammar School. Desitjant des de petit ser sacerdot i missioner, es va incorporar al seminari menor dels Missioners d'Àfrica ( els "Pares Blancs") a l'edat de dotze anys, primer a Escòcia, després al sud d'Anglaterra . Va estudiar filosofia durant dos anys, el primer a Anglaterra i el segon a Irlanda. Va fer el noviciat als Països Baixos del 1956 al 1957 i va continuar els seus estudis teològics del 1957 al 1961 a Tunísia, on va començar a aprendre àrab i a adquirir alguns coneixements de l'Islam. El cardenal William Godfrey, arquebisbe de Westminster, el va ordenar sacerdot de la Societat de Missioners d'Àfrica ( Pares Blancs ) el 3 de febrer de 1961.
Després de l'ordenació el 1961 va ser enviat a Roma per estudiar Teologia Dogmàtica a la Pontifícia Universitat Gregoriana. Entre els seus professors hi havia el teòleg jesuïta Bernard Lonergan. Va ser l'època del Concili Vaticà II (1962–1965) que va oferir l'oportunitat d'assistir a conferències de teòlegs com Karl Rahner i Yves Congar. Va completar el seu doctorat en teologia el 1965 sobre la intenció missionera en els escrits dels apologistes llatins .

### Erudit, mestre i pastor
L'any 1965 es va llicenciar en àrab a l'Escola d'Estudis Orientals i Africans (SOAS) de la Universitat de Londres, i es va graduar el 1968, després va ser professor de l'IPEA (Institut Pontifici d'Estudis Àrabs), més tard rebatejat com a Institut Pontifici d'Estudis Àrabs i Islàmics (PISAI).
Després d'un any de conferència al PISAI, va ser nomenat professor al Departament d'Estudis Religiosos de la Universitat de Makerere, Kampala, Uganda, on va impartir cursos sobre l'islam a estudiants musulmans i cristians. El 1971 va tornar a Roma per dedicar-se als seus interessos docents i acadèmics al PISAI. Del 1972 al 1978 va ser Director del PISAI. Durant aquest període Fitzgerald va participar en la creació d'Encounter, Documents for Christian-Muslim Understanding, una publicació periòdica sobre l'islam , i va supervisar el llançament d'Islamochristiana, una revista acadèmica especialitzada en relacions cristians-musulmanes i diàleg interreligiós. L'any 1972 va esdevenir consultor del Consell Pontifici per al Diàleg Interreligiós, llavors conegut com a Secretariat per als No Cristians.
L'any 1978 torna a l'Àfrica per dur a terme el treball parroquial al Sudan, a la ciutat de New Halfa (arquebisbat de Khartum). Les seves funcions incloïen ministrar a la població cristiana alhora que cooperar amb la comunitat musulmana. El 1980 va ser elegit membre del Consell General dels Missioners d'Àfrica a Roma, on va estar sis anys dirigint i organitzant.

### Pontifici Consell per al Diàleg Interreligiós
El 1987 va ser nomenat Secretari del Secretariat per a No-Cristians, que va passar a anomenar-se Consell Pontifici per al Diàleg Interreligiós (PCID) el 1988. En aquesta qualitat, Fitzgerald va ajudar a redactar Diàleg i Proclamació, un dels documents de l'Església Catòlica Romana sobre la relació. entre diàleg i evangelització. El 16 de desembre de 1991, Fitzgerald va ser nomenat bisbe titular de Nepte. Va ser consagrat a la basílica de Sant Pere pel papa Joan Pau II el 6 de gener de 1992.
L'1 d'octubre de 2002, el papa Joan Pau el va nomenar per succeir al cardenal Francis Arinze com a president del PCID i també li va donar el rang d'arquebisbe. Això el va convertir en el ciutadà britànic de més alt rang de la cúria romana.

### Carrera diplomàtica
El 15 de febrer de 2006, el papa Benet XVI el va nomenar nunci apostòlic a Egipte i delegat a la Lliga dels Estats Àrabs, el seu primer càrrec diplomàtic. Va ser un dels pocs nuncis que no va assistir a la Pontifícia Acadèmia Eclesiàstica. Segons la BBC, "La decisió del pontífex d'origen alemany ha provocat un enrenou. Els observadors del Vaticà estan tractant d'esbrinar si el moviment és una degradació o un reconeixement dels talents especials de l'arquebisbe". Fitzgerald va dir: "La meva formació en estudis àrabs i islàmics probablement es considera útil en aquest moment per al desenvolupament de les relacions amb Egipte i la resta del món islàmic". Un corresponsal del Vaticà va dir que la decisió d'enviar "l'home més intel·ligent del Vaticà sobre les relacions amb els musulmans" a l'estranger va ser "la pitjor decisió del Papa fins ara" i la premsa va assenyalar l'absència de Fitzgerald quan el papa Benet va ofendre els musulmans amb la seva conferència de Ratisbona el setembre de 2006. El trasllat de Fitzgerald va resultar formar part de la reestructuració de Benet XVI dels departaments curials per reorientar les discussions interreligioses amb no cristians unint el paper de president del PCID amb el del Consell Pontifici per a la Cultura, una reestructuració que Benet va iniciar el Març de 2006 i es va invertir el juny de 2007.
Va dimitir del seu càrrec de nunci l'octubre de 2012

### Carrera posterior
Jubilat, va romandre als Missioners d'Àfrica a Jerusalem fins a principis del 2019, quan va tornar a Anglaterra per treballar a una parròquia de Liverpool.
L'1 de setembre de 2019, el papa Francesc va anunciar que el convertiria en cardenal. El 5 d'octubre de 2019, el papa Francesc el va nomenar cardenal diaca de Santa Maria in Portico.

## Mirades sobre el diàleg interreligiós
Segons Fitzgerald, l'impuls del diàleg interreligiós a l'Església catòlica prové del Concili Vaticà II, en particular de la declaració Nostra aetate ('En el nostre temps') sobre les relacions amb altres religions, especialment el judaisme però també l'islam. En transmetre per primera vegada una valoració positiva d'altres tradicions religioses, la declaració posa èmfasi en el diàleg entre les persones més que entre els sistemes.
A més, el diàleg es fa necessari pel fet de la pluralitat religiosa, i pel creixent contacte entre persones de diferents religions. La base teològica tant del diàleg com de l'evangelització per part de l'Església és la creença cristiana en Déu com a amor i l'amor de Déu a la humanitat.
Fitzgerald argumenta a més que l'objectiu del diàleg interreligiós no és produir una nova religió mundial o aconseguir algun tipus d'unitat teològica entre totes les religions. En això, es diferencia radicalment del diàleg ecumènic dut a terme amb les diferents esglésies cristianes amb l'objectiu d'una unitat de culte fonamentada en una unitat de fe. De fet, el diàleg teològic amb seguidors d'altres religions, el 'diàleg del discurs', és especialment difícil a causa de la divergència de creences, i requereix participants amb una formació teològica a fons, però aquest diàleg pot servir per eliminar problemes falsos. Altres formes de diàleg són importants, com el diàleg de la vida, el diàleg d'acció i el diàleg de l'experiència religiosa.
En practicar el diàleg, s'ha de mostrar un esperit d'obertura i estar preparat per aprendre de l'altre, però no hi ha por dels cristians d'expressar les seves pròpies conviccions, i s'ha d'evitar qualsevol aparença de sincretisme i relativisme.
Si bé la recerca del diàleg a l'Església catòlica va de la mà de la proclamació de Jesucrist com a Senyor i Salvador, tal com s'afirma a Diàleg i proclamació, l'"Església Catòlica no rebutja res del que és veritable i sant" en altres religions (Nostra Aetate, 2), i de fet, entre els beneficis del diàleg interreligiós hi ha un enriquiment mutu i un coneixement més profund de la pròpia religió.
Fitzgerald va ser nomenat Oficial de l'Ordre de l'Imperi Britànic (OBE) en els honors d'Any Nou de 2022 pels serveis a les associacions interreligioses i interesglésies.

## Obres
- (amb R. Dionne) Catalysts, The White Fathers of Africa, Dublin, 1980, edició revisada 1998.
- (amb R. Caspar) Signs of Dialogue. Christian Encounter with Muslims, Silsilah Publications, Zamboanga City, 1992.
- Dieu rêve d'unité. Les catholiques et les religions: les leçons du dialogue. Entretiens avec Annie Laurent, Paris, Bayard Presse, 2005.
- (amb John Borelli) Interfaith Dialogue. A Catholic View, SPCK, London & Orbis Books, Maryknoll, NY, 2006.